# Epizeuxis (bướm đêm)
Epizeuxis là một chi bướm đêm thuộc họ Erebidae, nó được nhiều học giả coi là đồng nghĩa của Idia, tuy nhiên một số học giả khác coi nó là chi riêng biệt. Nếu là chi riêng biệt, nó có ít nhất loài điển hình là Epizeuxis calvaria Denis & Schiffermüller, 1775.